# Jan von Klewitz

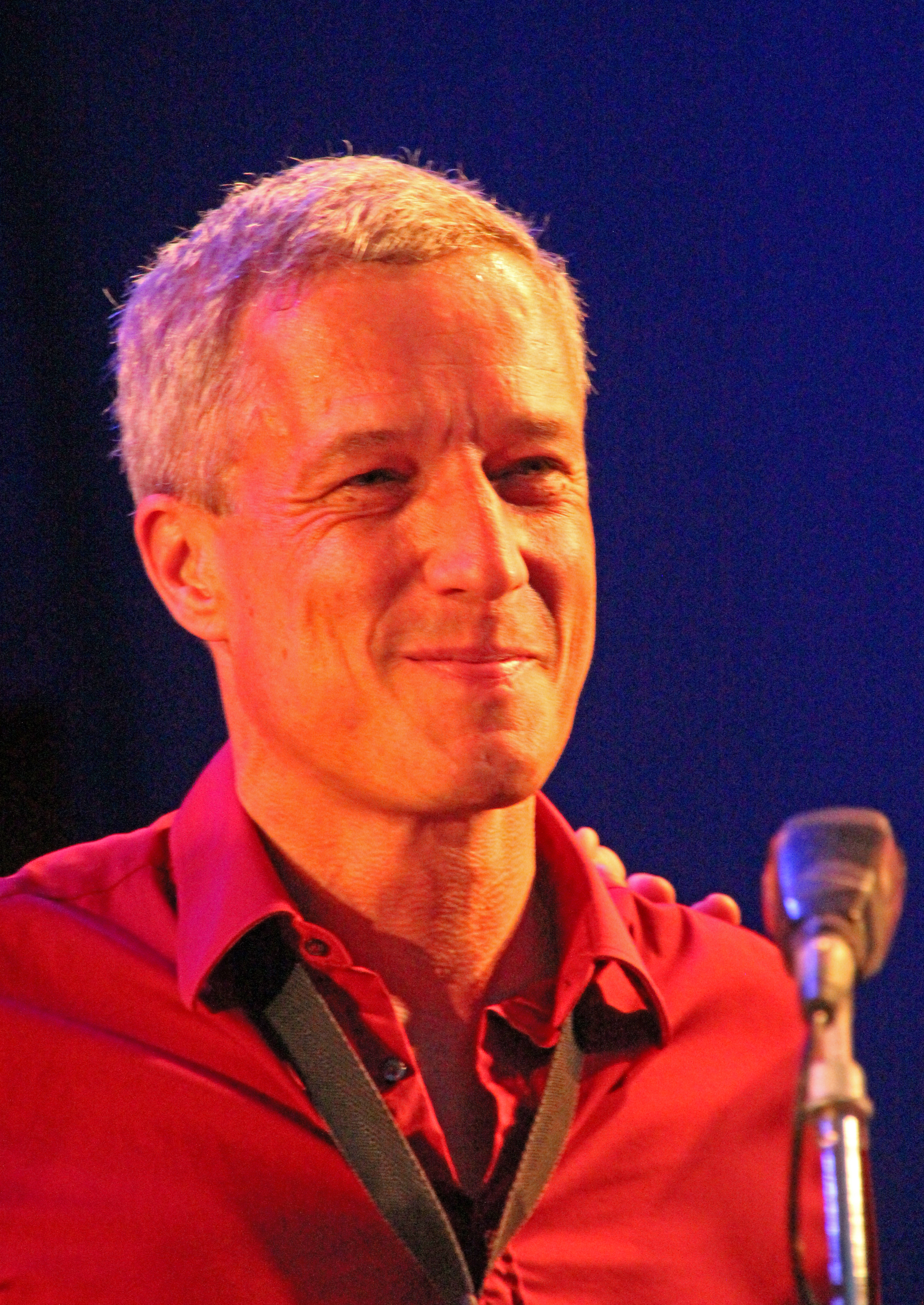
Jan von Klewitz 2017 bei Jazz im Palmengarten in Frankfurt

Jan von Klewitz (* 7. März 1964 in Zagreb) ist ein deutscher Jazz-Saxophonist.

## Leben und Wirken
Von Klewitz verlebte einen Teil seiner Kindheit in Kopenhagen, wo er den ersten Klavierunterricht erhielt. Ab 1972 wohnte er mit seiner Familie in Berlin, wo er ab 1976 erst Klarinetten-  und später Saxophonunterricht erhielt. Nach dem Abitur studierte an der Hochschule für Musik Köln und war Mitglied des Jugendjazzorchesters Rheinland-Pfalz, mit dem er auf mehrere Auslandstourneen (USA, Malta) ging. Während der Studienzeit arbeitete er mit Gene Mighty Flea Connors, Ulla Osters Beyond Janis, der Band Heinz, Georg Ruby, Dieter Manderscheid und Reinhard Kobialka. Auch war er an mehreren Albenproduktionen von JazzHausMusik beteiligt.
1991 zog er zurück nach Berlin, wo er ein eigenes Quartett mit Wolfgang Köhler, Henning Sieverts und Bill Elgart gründete. Er wurde Mitglied des Deutsch-Französischen Jazzensembles unter der Leitung von Albert Mangelsdorff und im Berlin Contemporary Jazzorchester mit Alexander von Schlippenbach, Evan Parker, Aki Takase und Ernst-Ludwig Petrowsky. Auch spielte er im Doppelquartett Double Dose mit Conny und Matthias Bauer sowie im Quartett Gossip, bei Heinz Sauer und Nesin Howhannesijan. 
Weiterhin spielte Klewitz neben zahlreichen Filmmusikproduktionen mit Wolfgang Dauner, Stefan Lottermann, John Schröder, Steve Argüelles, Rudi Neuwirth, Michel Godard, Bob Degen und Christopher Dell. Er trat auf zahlreichen nationalen und internationalen Festivals auf wie etwa dem North Sea Jazz Festival, dem JazzBaltica oder der Internationalen Jazzwoche Burghausen und war für das Goethe-Institut mit der Band Yakou Tribe auf Afrikatournee. 2007 spielte er mit Christian von Kaphengsts Quartett Cafe du Sport in Indien und Pakistan.
Für das seit 1999 bestehende Quartett Yakou Tribe (mit Kai Brückner (g), Johannes Gunkel (b), und Rainer Winch (d)) komponiert er auch eigene Stücke. Mit dem Pianisten Markus Burger hat er eine Serie von mittlerweile vier CDs mit Spiritual Standards vorgelegt, bei denen sich die beiden auch europäischer Kirchenlieder bedienen. Außerdem spielt er in der Nils Wülker Group, bei Jazz Indeed mit Michael Schiefel als Sänger, mit Thärichens Tentett unter der Leitung von Nicolai Thärichen und bei Maria Baptist im Orchester und in ihrem Quartet.
Jan von Klewitz ist der Bruder von Anti und Andreas von Klewitz.

## Diskographische Hinweise
- Jan von Klewitz Quintett: Bonehenge Suite (JazzHausMusik, 1995)
- Markus Burger & Jan von Klewitz: Spiritual Standards: One (Jazzline Records, 1998), Quarta (NRW Records, 2008)
- Yakou Tribe: Road Works (Traumton Records)
- Yakou Tribe: Rituals (Traumton, 2007)
- Yakou Tribe: 100% Results (Traumton, 2013)
- Markus Burger & Jan von Klewitz: The Banff Sessions – A Tribute to Kenny Wheeler (2015, mit Kenny Wheeler, Stefan Lottermann, Norma Winstone, Martin Gjakonovski, Felix Astor; rec. 1993)
- Accidental Tourists: Songs Inspired by People and Places (Challenge 2025; mit Markus Burger, Bob Magnusson, Peter Erskine; rec. 2017)

### Als Sideman
- Heinz: Bavarian Back Beat (JazzHausMusik, 1990)
- Ulla Oster: Beyond Janis (JazzHausMusik, 1992)
- Christian Brückner: Bukowski (Universal)
- Nils Wülker: High Spirits (Sony, 2002)
- Jazz Indeed mit Michael Schiefel: Blaue Augen (ACT, 2005)
- Nils Wülker: 6 (EAR TREAT music, 2010)
- Jazz Indeed: Ostkreuz (A-Jazz, 2011)
- Thärichens Tentett: An Berliner Kinder (Double Moon Records, 2013)
- Maria Baptist Trio Plus One: Poems Without Words (2017)